# 樋口達人
樋口 達人（ひぐち たつと、1975年3月27日 - ）は、日本の脚本家。日本脚本家連盟会員。兵庫県出身。

## 人物
主にアニメの脚本、シリーズ構成を担当している。
大阪藝術大学映像学科卒業後、株式会社サンライズへ入社し、『∀ガンダム』の制作進行を担当。文芸制作として井内秀治の下で脚本を学び、その後『激闘!クラッシュギアTURBO』でデビュー。

## 参加作品

### テレビアニメ
2001年
- 激闘!クラッシュギアTURBO（脚本）

2003年
- クラッシュギアNitro<ニトロ>（脚本）

2004年
- SDガンダムフォース（脚本）
- 陰陽大戦記（脚本）

2005年
- まじめにふまじめ かいけつゾロリ（脚本）
- ぺとぺとさん（脚本）
- アニマル横町（脚本）

2006年
- 妖逆門（脚本）
- 砂沙美☆魔法少女クラブ シーズン2

2007年
- ひとひら（脚本）
- ZOMBIE-LOAN（脚本）
- ロビーとケロビー（脚本）
- ドラゴノーツ -ザ・レゾナンス-（脚本）

2008年
- ユメミル、アニメ「onちゃん」（脚本）
- ペンギン娘♥はぁと（脚本）
- ネットゴーストPIPOPA（脚本）
- とらドラ!（脚本）
- イナズマイレブン（脚本）

2009年
- 宇宙をかける少女（チーフライター【～8話】、シリーズ構成【9話～】・脚本）
- バトルスピリッツ 少年激覇ダン（脚本）

2010年
- 黒執事Ⅱ（脚本）

2011年
- ダンボール戦機（脚本）
- 花咲くいろは（脚本）
- イナズマイレブンGO（脚本）
- ファイ・ブレイン 神のパズル（脚本）

2012年
- ダンボール戦機W（脚本）
- ファイ・ブレイン 神のパズル 第2シーズン（脚本）
- イナズマイレブンGO クロノ・ストーン（脚本）

2013年
- 幕末義人伝 浪漫（脚本）
- AKB0048 next stage（脚本）
- ダンボール戦機WARS（脚本）
- ファイ・ブレイン 神のパズル 第3シリーズ

2014年
- クロスアンジュ 天使と竜の輪舞（シリーズ構成・脚本）

2016年
- シュヴァルツェスマーケン（シリーズ構成・脚本）
- マクロスΔ（脚本）
- モンスターストライク（シナリオ）
- D.Gray-man HALLOW（脚本）
- デジモンユニバース アプリモンスターズ（副シリーズ構成・脚本）
- ヘボット!（脚本）
- 機動戦士ガンダム 鉄血のオルフェンズ（第2期)（担当話全て岡田磨里と共同脚本）

2017年
- ロクでなし魔術講師と禁忌教典（脚本）

2018年
- 少女☆歌劇 レヴュースタァライト（シリーズ構成・脚本）
- キャプテン翼（2018）（脚本）

2019年
- 真夜中のオカルト公務員（シリーズ構成・脚本）
- MIX MEISEI STORY（脚本）
- ガンダムビルドダイバーズRe:RISE（脚本）

2020年
- 遊☆戯☆王SEVENS（脚本）

2021年
- もっと!まじめにふまじめ かいけつゾロリ（第2シリーズ）（脚本）

2022年
- 遊☆戯☆王ゴーラッシュ!!（脚本）
- もっと!まじめにふまじめ かいけつゾロリ（第3シリーズ）（脚本）
- 風都探偵（シリーズ構成・脚本）
- シャインポスト（脚本）

2023年
- ウマ娘 プリティダービー Season3（脚本）
- キャプテン翼 シーズン2 ジュニアユース編（脚本）

2024年
- 転生したらスライムだった件（第3期）（脚本）
- グレンダイザーU（脚本）

### OVA
2008年
- 舞-乙HiME 0〜S.ifr〜（シリーズ構成・脚本）

### 劇場アニメ
2010年
- 劇場版イナズマイレブン 最強軍団オーガ襲来(冨岡淳広、大野木寛、山田健一、稲荷明比古、福嶋幸典との共同脚本)

2020年
- 少女☆歌劇 レヴュー・スタァライト ロンド・ロンド・ロンド（構成・脚本）

2021年
- 劇場版 少女☆歌劇 レヴュースタァライト（脚本）

2024年
- 風都探偵 仮面ライダースカルの肖像（脚本）

### テレビドラマ
2024年
- 爆上戦隊ブンブンジャー（脚本）

2025年
- ナンバーワン戦隊ゴジュウジャー（脚本）[2]

### ゲーム
- 少女☆歌劇 レヴュースタァライト 舞台奏像劇 遙かなるエルドラド（2024年）構成

### 舞台
- スタァライトSPECIAL３DAYS！！！

（2024年、舞台朗読劇「遙かなるエルドラド・序章」構成・脚本）
- 爆上戦隊ブンブンジャー ファイナルライブ

（2025年、大阪スペシャル公演 2公演目「サンシーター スペシャル朗読劇」脚本）

### 曲
- Bad Boys Brother's Blues ～海と漢と侠とモヒカン～（2011年・作詞）